# Friedrich Klenke
Friedrich Klenke (* 20. Oktober 1882 in Bremen; † 26. April 1959 in Bremen) war ein deutscher Gewerkschaftsfunktionär, AOK-Direktor und Bremer Politiker (SPD).

## Biografie

### Familie, Ausbildung und Beruf
Klenke war der Sohn eines Schuhmachermeisters. Er besuchte von 1889 bis 1897 die Volksschule. Er arbeitete als Hausdiener, dann seit 1899 als Fensterputzer sowie später als Handels- und Transportarbeiter. Von 1912 bis 1928 war er Angestellter des Transportarbeiterverbandes in Bremen und dazwischen von 1915 bis 1917 diente er als Soldat im Ersten Weltkrieg  und er war Kriegsbeschädigter. Von 1920 bis 1928 war er Vorsitzender und von 1928 bis 1933 Zweiter Direktor der Ortskrankenkasse (OKK) Bremen sowie von 1920 bis 1923 Aufsichtsratsmitglied des Konsumvereins Vorwärts in Bremen.
Von 1945 bis 1948 war er Erster Direktor der Allgemeinen Ortskrankenkasse Bremen/Bremerhaven (AOK).
Er war verheiratet mit Henriette Blume und Vater von drei Kindern, zwei Söhnen, von denen der jüngere Sohn im Zweiten Weltkrieg in Russland fiel, und einer Tochter. Eine seiner Enkelinnen ist die Schriftstellerin Hella Eckert, geb. Klenke aus Bremen, die heute in der Nähe von Heidelberg lebt.

### Politik
Klenke wurde 1899 Mitglied der Gewerkschaft und 1904 der SPD. Von 1903 bis 1905 war er Vorsitzender des Ortsvereins der Fensterputzer,  von 1904 bis 1905 Vorstandsmitglied im SPD-Bezirks Bremen-Neustadt und 1904/05 sowie seit 1908 Mitglied des Gauvorstandes des Transportarbeiterverbands in Bremen. 1914 war er Vorstandsmitglied des Gewerkschaftskartells und Mitglied des SPD-Bildungsausschusses in Bremen. 1918 wurde er Mitglied der Bremischen Bürgerschaft.
Nach dem Ersten Weltkrieg war er 1919/1920 Mitglied und Erster Vizepräsident in der verfassunggebenden Bremer Nationalversammlung und von 1920 bis 1930 Mitglied sowie Vizepräsident der Bremischen Bürgerschaft.
In der Zeit des Nationalsozialismus war er 1933 zeitweise in Haft in einem Konzentrationslager.